# Stelechantha makakana
Espèce
Synonymes
- Stelechantha makakana (préféré par NCBI)[2]
- Stelechantha makakana N.Hallé[3]
- Stelechantha makakana[2]

Stelechantha makakana N. Hallé est une espèce de plantes de la famille des Rubiaceae décrite par Nicolas Hallé, endémique du Cameroun.
Autrefois nommée Pauridiantha makakana, elle fut classée dans le genre botanique Pauridiantha. Aujourd'hui le basionyme attesté est Stelechantha makakana N. Hallé et la plante est classée parmi le genre des Stelechantha. L'épithète makakana vient du fait que la plante fut collectée à Makak, dans la région du Centre (Cameroun), par Henri Jacques-Félix en 1938.